# La Dôle
La Dôle är en bergstopp i Schweiz. Den ligger i distriktet Nyon och kantonen Vaud, i den västra delen av landet, 120 km sydväst om huvudstaden Bern. Toppen på La Dôle är 1 677 meter över havet. La Dôle ingår i Jurabergen.